# Ана Билић
Ана Билић (Загреб, 28. септембар 1962) је аустријска списатељица, филмска режисерка и сценаристкиња, писац позоришних текстова и лингвисткиња хрватског порекла.

## Биографија
Ана Билић је рођена у Загребу где је провела својих првих седам година живота. После тога се преселила с родитељима и братом у Кутину и након даљих седам година у Иванић-Град. Њен отац је радио као државни тужилац, као општински судија, вршио је функцију председника оптшинског суда, а после је радио као адвокат, њена мајка је била домаћица, а након раставе брака радила је као фабричка радница и предрадница.
После осмогодишњег основног школовања Ана Билић је завршила две године опште припремног средњошколског образовања у Иванић-Граду и после тога две године усмереног образовања у Средњој школи за управу и правосуђе у Загребу (систем ”Шуварове реформе”). Због одличног успеха у целокупном средњем образовању била је ослобођена полагања матуре.
Студирала је право на Правном факултету у Загребу и дипломирала 1987. год. На трећој студијској години је уписала студиј новинарства на Факултету политичких знаности у Загребу, али је од свеукупно четири семестра остала на студију само два семестра. Након студија права радила је као судска приправница на Окружном суду (данас Жупанијски суд) у Загребу и положила је правосудни испит 1990. године. Након тога је радила пет година у адвокатској канцеларији њеног оца. 1992. године се удала и 1995. се преселила с тадашњим супругом и заједничком кћерком у Беч.
Године 2000. завршила је на Правном факултету у Бечу (Rechtswissenschaften an der Universität Wien) студиј нострификације дипломе. За време студија се бавила превођењем правних текстова за берлинског издавача Номос. Као књижевница почела је писати на хрватском језику и први литерарни прилози су се појавиили у литерарним часописима „Кворум”, „Ривал” и „Плима”. И касније је суделовала са својим литерарним текстовима у часописима као ”Књижевна Ријека”, ”Нова Истра”, а у Аустрији у часописима „Podium”, „Driesch” и „Loog”. Године 1999. кад је већ живела у Бечу, изашле су код издавачке куће „Конзор” (Загреб) две прозне књиге под именом Сњежана Билић.
Њен прозни првенац на немачком језику ”Das kleine Stück vom großen Himmel“ појавио се 2002. године код издавачке куће ”Hoffmann und Campe” (Хамбург) под именом Ана Билић и од тада она користи то име за сва даљна литерарна дела, филмове и друге радове. Од тада ради као слободна списатељица и заступљена је у многобројним прозним антологијама и антологијама лирике.
Од 2003. год. она се бави литерарним преводом и преводи прозна дела аустријских и немачких књижевника и књижевница у часописима као ”Књижеван Ријека” (Хрватска), „Ријечи” (Хрватска), ”Нова Истра” (Хрватска), ”Ријечи ” (Босан и Херцговина). 2005. преводи на немачки језик збирку поезије Асмира Кујовића ”Обећана земља" заједно с Алидом Бремер.
Након објављивања првог романа на немачки језик почела је да пише и прве позоришне текстове, а 2008. год. освојила је позоришну награду ”Exil Literaturpreis 08 – Dramatiker/innenpreis 2008” додељена од стране Wiener Wortstätten (Ханс Ешер и Бернхард Штудлар), а у сезони 2008/2009 била је њихова стипендистица. У истој години је завршила кратки течај глуме у оквиру програма бечког Отвореног свеучилишта (VHS Wien).
U првој сезони радионице филмског сценарија ”Diverse Geschichten” организоване од стране Witcraft Scenario у Бечу била је тамо члан 2009/2010, а године 2010. објавила је свој први кратки филм ”Home Sweet Home“ као режисерка и сценаристица. Почетком 2018. год. похађала је у Минхену семинар ”Филмски рез и монтажа” (Filmschnitt und Montage) у оквиру програма Münchner Filmwerkstatt.
У раздобљу 2010/2011 Ана Билић је похађала семинар ”Радио драма и звучна уметност” (Hörspiel und Radio kunst) код Götz Fritscha на Универзитету музике и изведбене уметности у Бечу (Universität für Musik und darstellende Kunst Wien) и бавила се такође и радио драмом.
Од 2008. године почиње заједнички уметнички рад с Данилом Вимером, музичарем, музичким продуцентом и тонским дизајнером. Након раставе брака од њеног првог мужа они су се венчали године 2011. Заједнички продуцирају филмове, музичке радове, радио драме и он је преузео обликовање књига за њене књиге које излазе у властитом аранжману.
Рад у подручју језика почео је код Ане Билић 2004. године. Она предаје хрватски језик на различитим језичним институтима и академијама у Бечу. У времену између 2010. и 2012. бавила се темом књижевност и вишејезичност и водила је различите радионице с вишим разредима у гимназијама у Бечу. Од 2012. год. њени уџбеници и друге књиге за учење хрватског језика уврштени су у школску књигу за наставни предмет хрватски језик као страни језик. Од 2015. године она је издавач серије књига и аудио књига ”Kroatisch leicht“ и „Croatian made easy“.

## Дела

### Проза
- Живот с волухарицама, надреалне приче, Конзор, Загреб. 1999.  978-953-6317-62-2.[11]
- Књига о такама, бајке за одрасле, Конзор, Загреб. 1999.  978-953-6317-63-9.[12]
- Das kleine Stück vom großem Himmel, роман, Hoffmann und Campe Verlag, Hamburg. 2002.  978-3-455-00373-4.[1]
- Anatomie einer Absicht, роман, Hollitzer Verlag Веч. 2016.  978-3-9901229-4-5.[13]
- Betrachtungen zum Roman „Anatomie einer Absicht", Cittador/властито издање, Беч. 2016.  978-1-5373-2182-0.
- Mein Name ist Monika - Roman, (”Моје име је Моника, роман на немачком језику), Ovidia/властито изданје, Беч . . 2020. ISBN 978-3752979244. Недостаје или је празан параметар |title= (помоћ)

### Филм
- Home Sweet Home[7] - кратки експериментални филм, 2010, режија и сценариј
- Видео документација о двојезичној радионици с ученицима борг3[14] Беч, 2011, режија и сценариј
- Talk to me![15] - кратки експериментални филм, 2012, режија и сценариј
- Музички видео „Mystic Flow“[15], албум ”Омниа Ауреалис”, 2013, режија и камера
- Музички видео „Invocation“[16], албум ”Омниа Ауреалис”, 2013, режија и камера
- Музички видео „Signum“[17], албум ”Омниа Ауреалис”, 2013, режија и камера
- Трејлер за књигу поезије „Die goldene Station“[18], 2015, режија и текст
- Трејлер за мини роман „”Крај мене/Neben mir”[19], 2016, режија и текст
- Трејлер за роман „Anatomie einer Absicht”[20], 2016, режија и текст
- About My Man - кратки филм, 2016, режија, сценариј и перформанс
- Tea Party[21], кратки филм, 2018, режија и сценариј

### Сценски текстови
- “Tanz mit mir!“[22], кратки игроказ - 1. Lesetheater Wien, Literaturhaus Wien, 2004.
- Artsession „Schneeweibchen und Eisharfner - verdichtetes Picknick am Kunstrasen”[23] - литература, инсталација и музика са Силвијом Конрад и Герхардом Хуфнагелом, Galerie am Park, Беч, 2005.
- „Die Wahl“[24], кратки игроказ - Konradhaus Koblenz, 2006.
- Artsession „Der Weg des Künstlers”[25] - литература, сликарсво и музика са Сабином Смиљанић и Данилом Вимером, Atelier Смиљанић, Беч, 2007.
- „Glück auf, Ausländer!“[26], монолог - Theater Akzent, Беч, 2008.
- „Im Prater”[27] - драмска епизода у драмском колажу „Mein Wien“– Palais Kabelwerk, Беч, 2009.
- „Integrationswettbewerb”, игроказ - Volkstheater am Hundsturm, Беч, 2009.
- „Flohmarkt in der Fluchtgasse 3”, игроказ - Interkulttheater, Беч, 2010.
- „Šemso”, монолог за две особе- Galerie Heinrich, Беч, 2013. (Ана Билић је била такођер и режисерка)
- "Seitensprung - ein Schauspiel in 18 Situationen"[28] ("Невера - игроказ у 18 слика”), Pygmalion Theater, Беч 2019.

### Лирика
- „Die goldene Station” - Cittador / властито издање. 2015.  978-1-5177-7487-5.[29]
- „Von Klarheit und anderen Irrtümern” - Cittador / властито издање, 2016,   978-1-5307-6720-5.

### Радио драма
- „Von K – eine Liebeserklärung”[30], кратка радио драма, 2010/2011, режија и текст
- „Die Bekanntschaft”[30], кратка радио драма, 2010/2011, режија и текст
- „My Man”[30], кратка радио драма, 2011, режија и текст, 2011

### Лингвистичка дела
- ”Ја говорим хрватски”[31], уџбеници, читанке и други материјали за учење хрватског језика као страног језика
- „Kroatisch leicht”[32], мини романи и аудио књиге за хрватски језик као страни језик
- „Croatian made easy“[10], мини романи и аудио књиге за хрватски језик као страни језик